# Slesvigsk Parti
Slesvigsk parti (S) är ett politiskt parti i Danmark. Det grundades 10 juli 1920 efter att Slesvig delats i en dansk del (Nordslesvig) och en tysk del (Sydslesvig) efter folkomröstningen om Slesvig. I den delen som blev dansk fanns en tysk minoritet och partiet strävade efter att tillvarata deras intressen. 
Efter att nazisterna tagit makten i Tyskland kom partiet att närma sig nazismen och omkring 2 000 sympatisörer kom att delta i andra världskriget som frivilliga inom den tyska militären. Efter kriget kom det därför att läggas ner för att 1947 återbildas av tyskar som 1943 bildat en organisation (Haderslebener Kreises) lojal mot Danmark. Det var motståndare till att Danmark skulle gå med i Efta.
Partiet har suttit i folketinget mellan 1920 och 1943, 1953 och 1964. Inför valet 1964 hade det genom en regeländring blivit svårare för små partier att komma in i folketinget. I protest mot regeländringen deltog partiet inte i folketingsvalet 1966.
Partiet kom att åter sitta i folketinget 1973–1979, som en del av Centrum-Demokraternes folketingsgrupp.